# Dekanat Hegau
Das Dekanat Hegau ist eines von 26 Dekanaten im römisch-katholischen Erzbistum Freiburg und erstreckt sich vom Bodensee bis auf die Hegaualb. Sitz ist Singen (Hohentwiel).

## Geschichte
Das Dekanat wurde am 1. Mai 2008 aus dem ehemaligen Dekanat „Westlicher Hegau“ und Teilen der ehemaligen Dekanate „Donaueschingen“ und „Östlicher Hegau“ gegründet. 2015 wurden aus ehemals 13 Seelsorgeeinheiten zehn gebildet.
Das Dekanat bildet mit den Dekanaten Konstanz, Linzgau, Sigmaringen-Meßkirch und Zollern die Region Bodensee–Hohenzollern des Erzbistums Freiburg.

## Gliederung
Die zehn Seelsorgeeinheiten (SE) sind:
| Seelsorgeeinheiten         | zugehörige Pfarreien und Filialen |
| -------------------------- | --- |
| SE Aachtal                 | St. Bartholomäus (Rielasingen), St. Nikolaus (Worblingen), St. Stephan (Arlen), St. Pankratius (Bohlingen), Hl. Kreuz (Überlingen a. R.)                                                            |
| SE Am Randen-Tengen        | St. Laurentius (Tengen), St. Michael (Blumenfeld), St. Martin (Büßlingen), St. Gordian und Epimachus (Watterdingen), St. Verena (Wiechs)                                                            |
| SE Egg                     | St. Michael (Liptingen), St. Silvester (Emmingen), St. Stephan (Buchheim), St. Ulrich (Schwandorf), St. Mauritius (Worndorf)                                                                        |
| SE Oberer Hegau            | Mariä Himmelfahrt (Engen), St. Laurentius (Biesendorf), St. Sebastian (Stetten), St. Jakobus (Welschingen), St. Nikolaus (Aach), St. Peter und Paul (Mühlhausen), St. Stefan (Ehingen)              |
| SE Gottmadingen            | St. Dionysius (Gailingen), Christkönig (Gottmadingen), St. Gallus (Bietingen), St. Ottilia (Randegg)                                                                                                |
| SE Vordere/Mittlere Höri   | St. Leonhard (Weiler), St. Blasius (Bankholzen), St. Johann und Vitus (Horn), St. Agatha (Hemmenhofen), St. Hippolyt und Verena (Öhningen), St. Genesius (Schienen), St. Pankratius (Wangen)        |
| SE Hohenstoffeln-Hilzingen | St. Peter und Paul (Hilzingen), St. Blasius (Binningen), St. Gallus (Duchtlingen), St. Laurentius (Riedheim), St. Mauritius (Weiterdingen)                                                          |
| SE Immendingen-Möhringen   | St. Peter und Paul (Immendingen), St. Theopont und Synesius (Hattingen), St. Prisca (Ippingen), St. Bartholomäus (Mauenheim), St. Gallus (Zimmern), St. Jakobus (Eßlingen), St. Andreas (Möhringen) |
| SE Mittlerer Hegau         | St. Bartholomäus (Beuren a. d. A.), St. Leodegar (Friedingen), St. Agatha (Hausen a. d. A.), St. Remigius (Steißlingen), St. Verena (Volkertshausen)                                                |
| SE Singen                  | Herz Jesu (Singen), Liebfrauen (Singen), St. Peter und Paul (Singen), St. Elisabeth (Singen), St. Joseph (Singen)                                                                                   |